# Godło Mikronezji

Godło Mikronezji

Godło Mikronezji bazuje na pieczęci Terytorium Powierniczego Wysp Pacyfiku. Pośrodku pieczęci wystająca z fal morskich wysepka z palmą o czterech zielonych gałązkach. Nad palmą cztery srebrne gwiazdy. Poniżej wstęga z dewizą w języku angielskim Peace, Unity, Liberty (Pokój, Jedność, Wolność) i data 1979. Wokół centralnej części godła umieszczony jest napis Government of the Federated States of Micronesia (Rząd Sfederowanych Stanów Mikronezji).
Wysepka, palma kokosowa i gwiazdy symbolizują cztery grupy wysp tworzących federację. Kolor ciemnobłękitny symbolizuje Ocean Spokojny, jasnobłękitny – niebo nad wyspami.

## Historia

Hiszpańskie Indie Wschodnie do 1884
Nowa Gwinea Niemiecka 1884–1919
Mandat Południowego Pacyfiku 1919–1947
Powiernicze Wyspy Pacyfiku 1947–1986